# Namacodon schinzianum
Namacodon schinzianum är en klockväxtart som först beskrevs av Markgr., och fick sitt nu gällande namn av Mats Thulin. Namacodon schinzianum ingår i släktet Namacodon och familjen klockväxter. Inga underarter finns listade i Catalogue of Life.